# Glogovac (Kosovo)
Glogovac (alb. Drenasi, u vrijeme SFRJ Gllogovc) je gradić u središnjem dijelu Kosova.